# Poulet aux prunes
Poulet aux prunes er en belgisk/fransk/tysk film fra 2011, instrueret af Marjane Satrapi og Vincent Paronnaud.

## Handling
Filmen foregår i Teheran i 1958, hvor en af sin tids mest celebre musikere Nasser Ali Khan (Mathieu Amalric), har fået
ødelagt sin violin og derfor ikke længere kan se nogen grund til, at leve videre, hvorfor han har lagt sig på sin seng for,
at afvente dødens komme. Mens han ligger i sengen, dagdrømmer han over sit liv og langsomt udfolder historien sig om den
hemmelighed, der har vendt op og ned på hans liv: en fantastisk historie om kærlighed, som har givet liv til hans genialitet og
dermed også til hans musik.

## Medvirkende
- Mathieu Amalric. Nasser-Ali Khan
- Edouard Baer: Azraël
- Maria de Medeiros: Faringuisse
- Golshifteh Farahani: Irâne
- Eric Caravaca: Abdi
- Chiara Mastroianni: Lili, voksen
- Mathis Bour: Cyrus
- Enna Balland: Lili

## Tegneserie
Filmen bygger på tegneserien af samme navn af Marjane Satrapi.